# The X-Files
The X-Files (conocida como Los expedientes secretos X en Hispanoamérica y como Expediente X en España) es una serie de televisión estadounidense de ciencia ficción y misterio, que se emite por Fox y creada por Chris Carter, centrada en los casos que investigan dos agentes del FBI, clasificados como «expedientes X»: fenómenos paranormales, avistamiento de ovnis, criaturas extrañas, etcétera. El primer episodio fue estrenado el 10 de septiembre de 1993.
La serie es uno de los mayores éxitos de Fox y es una de las series más premiadas de la historia, siendo nominada para 141 premios de los que ganó un total de 61 premios individuales de 24 agencias diferentes, incluyendo Premios Emmy, Globos de Oro, Environmental Media Awards y Premios del Sindicato de Actores. Sus personajes y frases se han convertido en íconos de la cultura popular al explotar e inspirar una gran cantidad de teorías sobre conspiraciones y la existencia de vida extraterrestre. La popularidad de la serie impulsó a Carter y sus socios a producir en 1998 la película The X-Files: Fight the Future, dirigida por Rob S. Bowman. El 29 de octubre de 2007, se informó de que el rodaje de una segunda película sobre la serie titulada The X-Files: I Want to Believe comenzaría en Vancouver el 10 de diciembre de 2007. La película se estrenó el 25 de julio de 2008. En una entrevista con Entertainment Weekly, Chris Carter afirmó que si I Want to Believe tenía éxito, se plantearía realizar una tercera película centrada en el argumento de la serie y enfocada a la invasión extraterrestre que quedó pendiente en ésta.
En el momento de emisión del episodio final de la novena temporada, The Truth (9x19), The X-Files era la serie de ciencia ficción con más tiempo en la televisión de Estados Unidos, condición que perdió al poco tiempo en favor de Stargate SG-1. El programa fue considerado por TV Guide como el trigesimoseptimo mejor de todos los tiempos, y el segundo en la clasificación de series de culto, solo superado por Star Trek. En 2007, la revista Time incluyó la serie en una lista de los «100 mejores programas de televisión de todos los tiempos». En 2008, Entertainment Weekly la nombró como la cuarta mejor obra de ciencia ficción y la cuarta mejor serie de televisión de los últimos 25 años.
El 24 de enero de 2016, Fox estrenó una décima temporada que continúa con la trama de la serie original.  La undécima temporada de la serie se estrenó el 3 de enero de 2018, continuando con el argumento que comenzó con la décima temporada estrenada en 2016.

## Producción

### Concepto

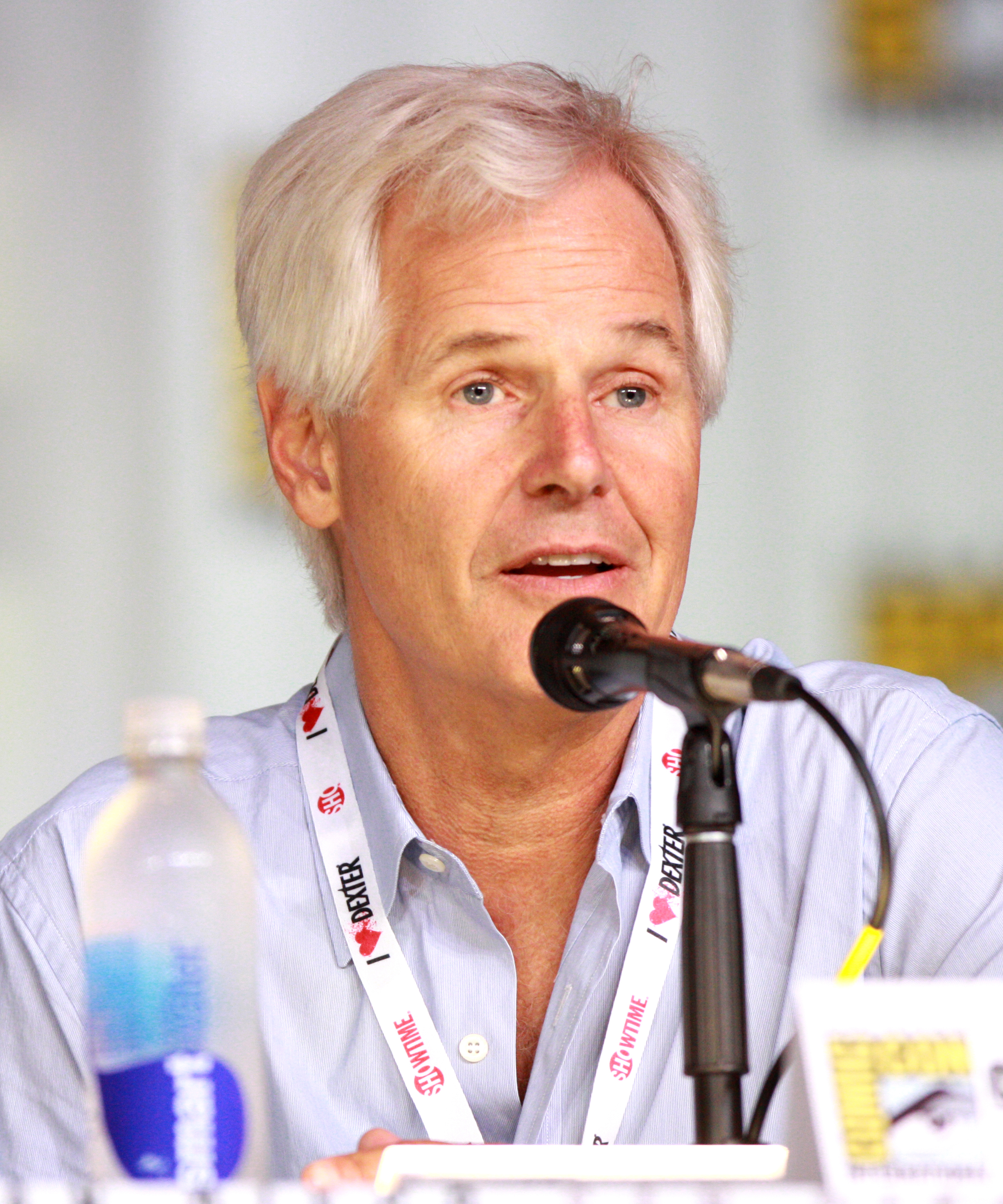
Chris Carter.

A Chris Carter, un californiano que había tenido un éxito limitado escribiendo para la televisión, le dieron la oportunidad de producir nuevas series para la cadena Fox a principios de los años 90. Cansado de las comedias en las que había estado trabajando, inspirado por un informe que decía que 3,7 millones de estadounidenses podrían haber sido abducidos por extraterrestres, y recurriendo a recuerdos del escándalo Watergate y el programa de terror Kolchak: The Night Stalker, a Carter se le ocurrió la idea de Expediente X y escribió el episodio piloto en 1992. Al principio tuvo que luchar por su novedoso concepto y por el reparto. Los ejecutivos deseaban una Scully con más experiencia, «más alta, de piernas largas, rubia y busto grande» que Gillian Anderson, de 24 años, una veterana del teatro con muy poca experiencia ante las cámaras quien para Carter fue la única elección posible después de ver los cástines. Aun así, el capítulo piloto con Anderson y David Duchovny fue filmado con éxito en la ciudad de Vancouver, en la Columbia Británica de Canadá a principios de 1993, y la serie empezó a emitirse en la televisión estadounidense un viernes de otoño, en la franja horaria de las 9 de la noche. Carter fundó una nueva compañía inspirándose en su propio cumpleaños, la Ten Thirteen Productions, para supervisar The X-Files.
La idea de Carter era mostrar a los agentes del FBI investigando sucesos extraterrestres y paranormales, pero también quiso trabajar las creencias de los personajes.

«Me considero una persona no religiosa buscando experiencias religiosas. Por eso creo que, en cierto modo, los personajes hacen lo mismo.»
Chris Carter, creador de The X-Files

.
Dana Scully, al ser una científica escéptica y una experimentada doctora en medicina, fue presentada como católica practicante. Fox Mulder, por su parte, es el creyente en el fenómeno ovni, al que sus colegas apodan «spooky» —siniestro en la versión española y tenebroso en la versión argentina—.

«El punto de vista de Scully es el punto de vista de la serie y por eso tenía que ser construido con una sólida base científica, para que Mulder pudiera despegar desde ahí. Si la ciencia es realmente buena, Scully tiene un punto de vista válido. Mulder tiene que convencerla de que sus argumentos ya no sirven y ella tiene que aceptar lo inaceptable. Ahí está el conflicto.»
Chris Carter, creador de The X-Files

 Carter pensó que el papel de Scully como la racional de la pareja y la inclinación de Mulder hacia las corazonadas y la intuición invertían los tradicionales roles de sexo en la televisión.
En el episodio piloto, Scully es asignada a los expedientes X como compañera de Mulder, para aportar un punto de vista científico en las investigaciones de Mulder en el campo de lo paranormal; en realidad es asignada a ese cargo para desprestigiar el trabajo de Mulder, que amenazan los planes de «la conspiración». El sombrío y poderoso hombre del gobierno en la sombra conocido simplemente como el fumador o "Cancer Man", aparece sin hablar en la primera y la última escena del piloto —la importancia que iba a cobrar el personaje no estaba aún establecida—. La «tensión sexual no resuelta» entre Mulder y Scully fue también un tema central desde el principio.

«No quería que la relación estuviera por delante de los casos».
Chris Carter, creador de The X-Files

Por eso Mulder y Scully, salvo raras excepciones, se dirigen el uno al otro de manera profesional usando sus apellidos.
El superior de Carter en Fox, Peter Roth, involucró a miembros muy experimentados en el equipo de producción desde el principio, muchos de los cuales ya habían trabajado con él en la compañía productora de Stephen J. Cannell. Dos de los más respetados guionistas fueron Glen Morgan y James Wong, guionistas de algunos de los mejores capítulos de las cuatro primeras temporadas, participaron en películas como Destino final y fueron también guionistas de otras series como Millenium y Los pistoleros solitarios, creadas también por Carter. Sus contribuciones a las primeras dos temporadas, como el episodio Beyond the Sea, fueron populares entre los fanes, los críticos de televisión, los actores de la serie, y hasta el mismo Carter. Morgan y Wong volvieron en la primera mitad de la cuarta temporada. Antes de entrar en The X-Files, Wong y Morgan habían trabajado con David Nutter, Rob Bowman, y Kim Manners en dramas policíacos como The Commish y 21 Jump Street. Entre otros de los guionistas más destacados figuran Vince Gilligan realizando sus primeros guiones en esta serie destacando inmediatamente, más tarde fue creador de la galardonada Breaking Bad. Nutter, Bowman y Manners se convirtieron en asiduos directores de The X-Files. Wong y Morgan tuvieron un papel importante a la hora de contratar a muchos de los actores secundarios. John Bartley, el director de fotografía, dotó a The X-Files de su atmósfera oscura, lo que le valió ganar un premio Emmy en 1996. Bartley dejó el equipo después de la tercera temporada y fue reemplazado por los directores de fotografía Ron Stannett, Jon Joffin, luego Joel Ransom y por último Bill Roe.

### Filmación

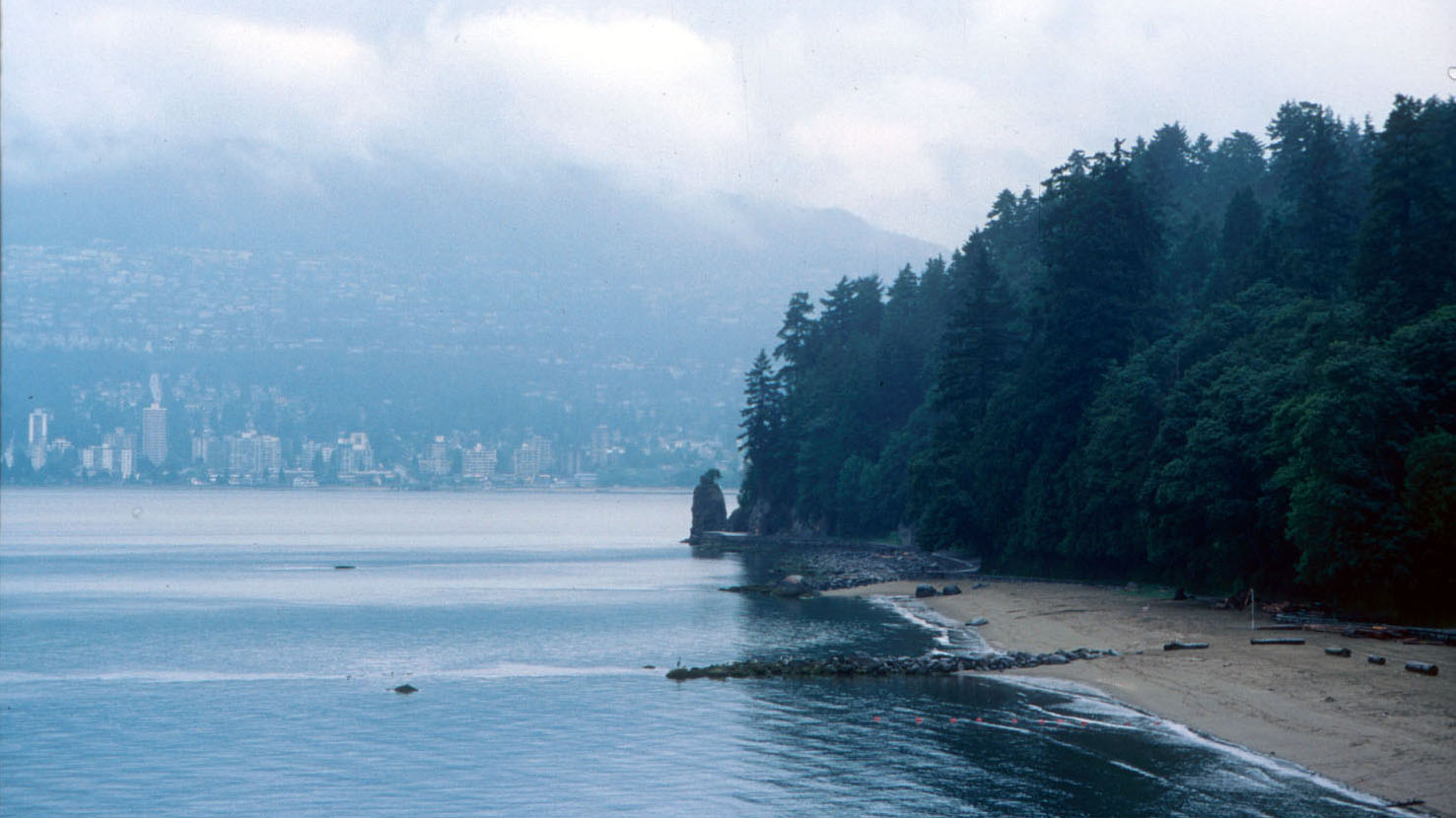
The End fue el último episodio que se rodó en el lluvioso Vancouver, Columbia Británica (en la imagen) y que cerró la quinta temporada. Un total de 117 episodios del programa fueron producidos en Canadá antes de trasladar el rodaje a Los Ángeles.

El rodaje de la serie se trasladó completamente a Los Ángeles a partir de la sexta temporada. Carter dijo: «Teníamos previsto filmar el piloto en Los Ángeles. Cuando vimos que no podíamos encontrar un buen bosque, tomamos la rápida decisión de venir a Vancouver. Al final fueron tres semanas que se hicieron cinco años. Los beneficios de estar en Vancouver eran tremendos». El clima templado de los bosques de Vancouver fue crucial para la serie, porque permitió a los directores crear esa aura de neblina misteriosa de alguna manera similar a la serie de éxito recién estrenada por aquel entonces en televisión, Twin Peaks —donde David Duchovny aparece como agente de la DEA—. La responsabilidad del casting recayó en Randy Stone, que recomendó los protagonistas a Carter, y en Rick Millikan. Entre los motivos para trasladar el rodaje a Los Ángeles estuvo el deseo de David Duchovny de estar más cerca de su esposa, la actriz Téa Leoni, con la que se había casado en 1997.

### Música
La música fue compuesta por Mark Snow, que se involucró en Expediente X gracias a su amistad con el productor ejecutivo Goodwin. Inicialmente Carter no tenía candidatos. Se consideró a algo más de una docena de personas, pero Goodwin siguió presionando por Snow, que hizo unas tres audiciones sin que el personal de producción diera señales de quererlo o no. Un día, sin embargo, el agente de Snow le llamó, hablando del «episodio piloto» e insinuando que había conseguido el trabajo.
El tema «The X-Files» utilizó más secciones instrumentales que la mayoría de los dramas. El famoso efecto de silbido del tema principal se inspiró en el tema «How Soon Is Now?» de la edición estadounidense del álbum Meat Is Murder, de The Smiths, de 1985. Tras intentar crear el tema con distintos efectos de sonido, Snow utilizó un módulo de sonido en rack Proteus 2 con un sonido preestablecido llamado «Whistling Joe». Tras escuchar este sonido, Carter quedó «estupefacto» y observó que «iba a ser bueno». Según el segmento «Behind the Truth» del DVD de la primera temporada, Snow creó el efecto de eco del tema por accidente. Sintió que, tras varias revisiones, algo seguía sin estar bien. Carter salió de la habitación y Snow puso la mano y el antebrazo sobre el teclado en señal de frustración. Al hacerlo, activó accidentalmente un ajuste del efecto de eco. El riff resultante agradó a Carter; Snow dijo: «este sonido estaba en el teclado. Y eso fue todo". El segundo episodio, «Deep Throat», supuso el debut de Snow como compositor en solitario de todo un episodio. El equipo de producción estaba decidido a limitar la música en los primeros episodios. Asimismo, el tema musical apareció por primera vez en «Deep Throat».
Snow se encargó de componer la banda sonora de las dos películas de Expediente X. Las películas marcaron la primera aparición de instrumentos orquestales reales; la música anterior había sido creada por Snow utilizando sonidos de instrumentos muestreados digitalmente. La banda sonora de Snow para la primera película, The X-Files: Original Motion Picture Score, se publicó en 1998. Para la segunda película, Snow grabó con la Hollywood Studio Symphony en mayo de 2008 en el Newman Scoring Stage de 20th Century Fox en Century City. Unkle grabó una nueva versión del tema musical para los créditos finales. Algunos de los sonidos inusuales se crearon mediante una variación de masilla y monedas de diez centavos introducidas en las cuerdas del piano. Snow comentó que la percusión rápida de algunas pistas se inspiró en el tema «Prospectors Quartet» de la banda sonora de There Will Be Blood. La banda sonora de The X-Files: I Want to Believe, se publicó en 2008.

## Personajes

### Principal
| Personaje          | Interpretado por | Temporadas | Temporadas | Temporadas | Temporadas | Temporadas | Temporadas | Temporadas | Temporadas | Temporadas | Temporadas | Temporadas |  |
| Personaje          | Interpretado por | 1          | 2          | 3          | 4          | 5          | 6          | 7          | 8          | 9          | 10         | 11         |  |
| ------------------ | ---------------- | ---------- | ---------- | ---------- | ---------- | ---------- | ---------- | ---------- | ---------- | ---------- | ---------- | ---------- |  |
| Fox Mulder         | David Duchovny   | Principal  | Principal  | Principal  | Principal  | Principal  | Principal  | Principal  | Principal  | Principal  | Principal  | Principal  |  |
| Dana Scully        | Gillian Anderson | Principal  | Principal  | Principal  | Principal  | Principal  | Principal  | Principal  | Principal  | Principal  | Principal  | Principal  |  |
| Walter Skinner     | Mitch Pileggi    | Principal  | Principal  | Principal  | Principal  | Principal  | Principal  | Principal  | Principal  | Principal  | Principal  | Principal  |  |
| Garganta Profunda  | Jerry Hardin     | Principal  | Invitado   |            |            |            |            |            |            |            |            |            |  |
| El fumador         | William B. Davis | Principal  | Principal  | Principal  | Principal  | Principal  | Principal  | Principal  | Principal  | Principal  | Principal  | Principal  |  |
| X                  | Steven Williams  |            | Principal  | Principal  | Principal  | Invitado   |            |            |            |            |            |            |  |
| Alex Krycek        | Nicholas Lea     |            | Principal  | Principal  | Principal  | Principal  | Principal  | Principal  | Principal  | Principal  |            |            |  |
| Marita Covarrubias | Laurie Holden    |            |            | Invitado   | Principal  | Principal  | Principal  | Principal  |            | Principal  |            |            |  |
| John Doggett       | Robert Patrick   |            |            |            |            |            |            |            | Principal  | Principal  |            |            |  |
| Mónica Reyes       | Annabeth Gish    |            |            |            |            |            |            |            | Recurrente | Principal  |            | Principal  |  |
| William Mulder     | Miles Robbins    |            |            |            |            |            |            |            |            |            |            | Principal  |  |

## Tipos de episodios
| Temporada | Temporada         | Episodios         | Episodios         | Emisión original         | Emisión original      | Audiencia promedio (millones) | Puesto |
| Temporada | Temporada         | Episodios         | Episodios         | Primera emisión          | Última emisión        | Audiencia promedio (millones) | Puesto |
| --------- | ----------------- | ----------------- | ----------------- | ------------------------ | --------------------- | ----------------------------- | ------ |
|           | 1                 | 24                | 24                | 10 de septiembre de 1993 | 13 de mayo de 1994    | 11,21                         | 111    |
|           | 2                 | 25                | 25                | 16 de septiembre de 1994 | 19 de mayo de 1995    | 14,50                         | 63     |
|           | 3                 | 24                | 24                | 22 de septiembre de 1995 | 17 de mayo de 1996    | 15,40                         | 55     |
|           | 4                 | 24                | 24                | 4 de octubre de 1996     | 18 de mayo de 1997    | 19,20                         | 20     |
|           | 5                 | 20                | 20                | 2 de noviembre de 1997   | 17 de mayo de 1998    | 19,80                         | 11     |
|           | Fight the future  | Fight the future  | Fight the future  | 19 de junio de 1998      | 19 de junio de 1998   | N/A                           | N/A    |
|           | 6                 | 22                | 22                | 8 de noviembre de 1998   | 16 de mayo de 1999    | 17,20                         | 12     |
|           | 7                 | 22                | 22                | 7 de noviembre de 1999   | 21 de mayo de 2000    | 14,20                         | 29     |
|           | 8                 | 21                | 21                | 5 de noviembre de 2000   | 20 de mayo de 2001    | 13,93                         | 31     |
|           | 9                 | 20                | 20                | 11 de noviembre de 2001  | 19 de mayo de 2002    | 9,10                          | 63     |
|           | I Want to Believe | I Want to Believe | I Want to Believe | 25 de julio de 2008      | 25 de julio de 2008   | N/A                           | N/A    |
|           | 10                | 6                 | 6                 | 24 de enero de 2016      | 22 de febrero de 2016 | 9,54                          | 7      |
|           | 11                | 10                | 10                | 3 de enero de 2018       | 21 de marzo de 2018   | 5,34                          | 91     |

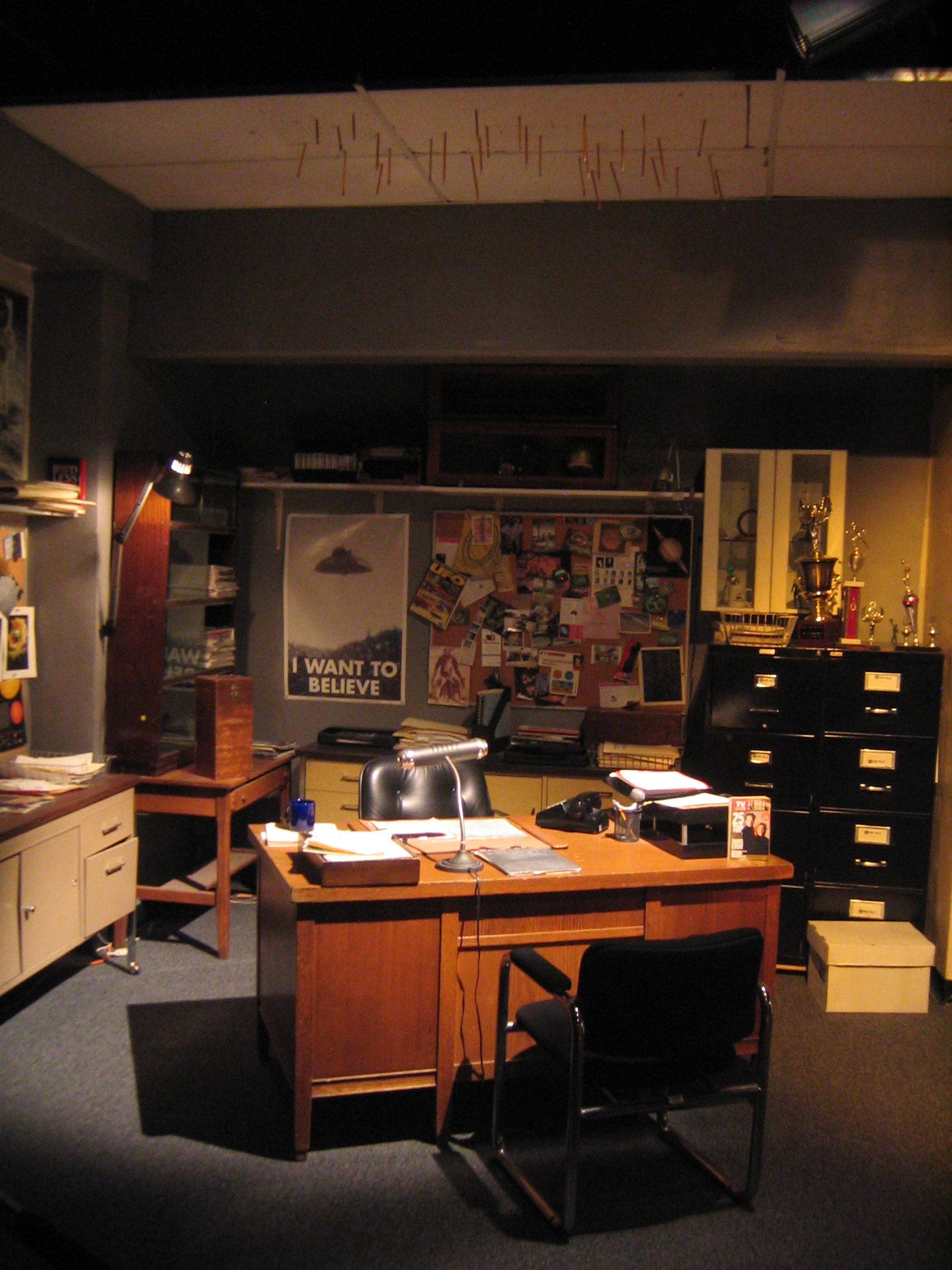
Una reproducción del despacho del agente Fox Mulder.

Cada episodio comienza con una introducción donde se presenta algún suceso misterioso que desencadena la trama y da la pauta a lo que Mulder y Scully investigarán. Le sigue el célebre tema de apertura compuesto por Mark Snow y los créditos (con excepción del episodio piloto). Estos terminan generalmente con la frase «The Truth Is Out There», “La verdad está ahí fuera”, pero a veces aparecían otras frases (véase Frases importantes más abajo). La serie siguió el formato estadounidense de cuatro actos, pautados mediante cortes comerciales para cada episodio después de la introducción. Cada acto tenía una duración aproximada de 10 minutos y la duración media de un episodio es de entre 43 y 45 minutos.
La serie es considerada como única en su clase, por combinar episodios dramáticos con muchos otros episodios individuales, que no requieren conocimiento previo por parte del espectador para poder entenderlos. Debido a esto, los episodios se pueden dividir en las siguientes categorías:

### "Mitológicos" o Trama principal
Episodios que relatan el desarrollo de una conspiración gubernamental relacionada con extraterrestres. Eran presentados en su mayoría al principio y fin de cada temporada, así como intercalados durante el transcurso de la misma. Constituyeron aproximadamente una tercera parte del total de episodios por temporada y generalmente se emitían como episodios dobles.
El éxito de The X-Files radicó en la originalidad de la propuesta de Carter y su peculiar forma de abordar las teorías de conspiración, el fenómeno ovni y los sucesos paranormales como asuntos que no están muy claros y en los que no hay pruebas contundentes que los avalen o los refuten. Además, Carter reinventó el tema de las invasiones extraterrestres, dado que tradicionalmente las películas y series de este género siguen el esquema: "Contacto abierto/destrucción de todo/batallas/ victoria humana final". En "The X-Files" se presenta la idea de una invasión secreta y pactada con personas poderosas y organizadas, que trabajan de manera encubierta mediante la utilización de un arma biológica: un virus conocido como Pureza o "Cáncer Negro" para esclavizar a la raza humana sin destrozar la Tierra.
- Temporada 1: Pilot, Deep Throat, Conduit, Fallen Angel, E.B.E., The Erlenmeyer Flask[51]
- Temporada 2: Little Green Men, Duane Barry, Ascension, One Breath, Red Museum, Colony, End Game, Anasazi[51]
- Temporada 3: The Blessing Way, Paper Clip, Nisei, 731, Piper Maru, Apocrypha, Wetwired, Talitha Cumi[51][52]
- Temporada 4: Herrenvolk, Musings of a Cigarette Smoking Man, Tunguska, Terma, Memento Mori, Tempus Fugit, Max, Zero Sum, Gethsemane[52]
- Temporada 5: Redux, Redux II, Christmas Carol, Emily, Patient X, The Red and the Black, The End[52][53]
- The X-Files: Fight the Future
- Temporada 6: The Beginning, S.R. 819, Two Fathers, One Son, Biogenesis[53]
- Temporada 7: The Sixth Extinction, The Sixth Extinction II: Amor Fati, Sein und Zeit, Closure, En Ami, Requiem[53]
- Temporada 8: Within, Without, Per Manum, This is Not Happening, Deadalive, Three Words, Vienen, Essence, Existence[53][54]
- Temporada 9: Nothing Important Happened Today, Nothing Important Happened Today II, Trust No 1, Provenance, Providence, Jump the shark, William, The Truth[54]
- Temporada 10: My Struggle, My Struggle II
- Temporada 11: My Struggle III, This, Ghouli, My Struggle IV

Dos episodios que no pertenecían a la mitología introdujeron personajes que se convirtieron en elementos de los siguientes episodios mitológicos más tarde:
- Sleepless: Alex Krycek.
- The Host: X.

### Episodios independientes
Relatan situaciones que enmarcan hechos y criaturas paranormales generalmente sin relación alguna con la trama principal o «mitológica». Algunos de ellos exploran la relación entre Mulder y Scully; otros se centran en personajes secundarios como el director adjunto Walter Skinner o Los pistoleros solitarios. Carter comentó que trataba de evitar el síndrome del «monstruo de la semana», aunque algunos de estos episodios también involucraban extraterrestres y conspiraciones gubernamentales, para tratar de darle cierta continuidad y sentido incluso durante los descansos de la trama principal.
Algunos incluso caen en el ámbito de la comedia, parodiando a la propia serie y a sus personajes principales:
- Humbug (2x20)
- War of the Coprophages (3x12)
- Syzygy (3x13)
- Jose Chung's From Outer Space (3x20)
- Small Potatoes (4x20)
- The Post-Modern Prometheus (5x05)
- Bad Blood (5x12)
- Dreamland I y II (6x04 y 6x05)
- Arcadia (6x15)
- X-Cops (7x12)
- Je Souhaite (7x21)
- Hollywood A.D (7x19)
- Lord of the Flies (9x5)
- Improbable (9x13)
- Sunshine Days (9x18)
- The Lost Art of Forehead Sweat (11x4)

### Episodios sin tema paranormal
Alrededor de veinte episodios pueden ser considerados como un descanso de la trama principal ya que tratan temas alejados de lo «paranormal». Ejemplos son: Irresistible" (2x13), que aborda el tema de un asesino en serie con tendencias necrófilas; Home (4x02) y Hell Money (3x19), entre otros.

## Argumento

### Inicios
Fox Mulder (encargado de los Expedientes X desde 1990) es un agente especial del FBI fascinado por los sucesos paranormales y por el fenómeno ovni desde que su hermana desapareciera a los 8 años de edad. Después de estudiar psicología en Inglaterra ingresó al FBI en 1986 (habiendo terminado como el mejor de su promoción). En los Expedientes X –olvidados hasta que él da con ellos– descubre casos no resueltos de carácter grotesco: desapariciones y muertes inexplicables, avistamiento de ovnis, presencia de seres extraños... Cuenta con contactos en el Senado y con la ayuda ocasional de un trío de excéntricos expertos en informática y comunicaciones que se hacen llamar Los pistoleros solitarios.
Por otro lado, está Dana Scully, joven agente con una prometedora carrera. Es doctora forense y descarta el carácter paranormal de los Expedientes X. Es una científica y por tal condición trata de encontrar a todo, una explicación válida. Si bien puede resultar extraño que la Dra. Scully trabaje en expedientes de estas características, el hecho es que es asignada por sus superiores del FBI al departamento con el pretexto de aportar validez científica a los casos investigados por Mulder; pero el objetivo oculto es desacreditar el trabajo realizado en los Expedientes X.
Scully comienza a trabajar con Mulder en 1993. Por aquel tiempo, este entra en contacto con un curioso informante: Garganta profunda. Gracias a él, Mulder confirma sus sospechas de que existe una conspiración del Gobierno para ocultar evidencia de vida extraterrestre a la opinión pública. Los dos agentes comienzan a desatar el ovillo, a la par que se topan con casos que involucran a criaturas mutantes y actividad paranormal. Resolviendo estos casos, Dana y Fox van ganando confianza hasta llegar a tener una relación sentimental, aunque por la naturaleza de la serie se trata de un sutil amor platónico. Ella empieza a creer un poco en lo inexplicable y a él no le sienta mal confrontar sus obsesiones con la dosis de ciencia de su compañera. Al poco tiempo forman ya un gran equipo.

### Temporadas 2-6

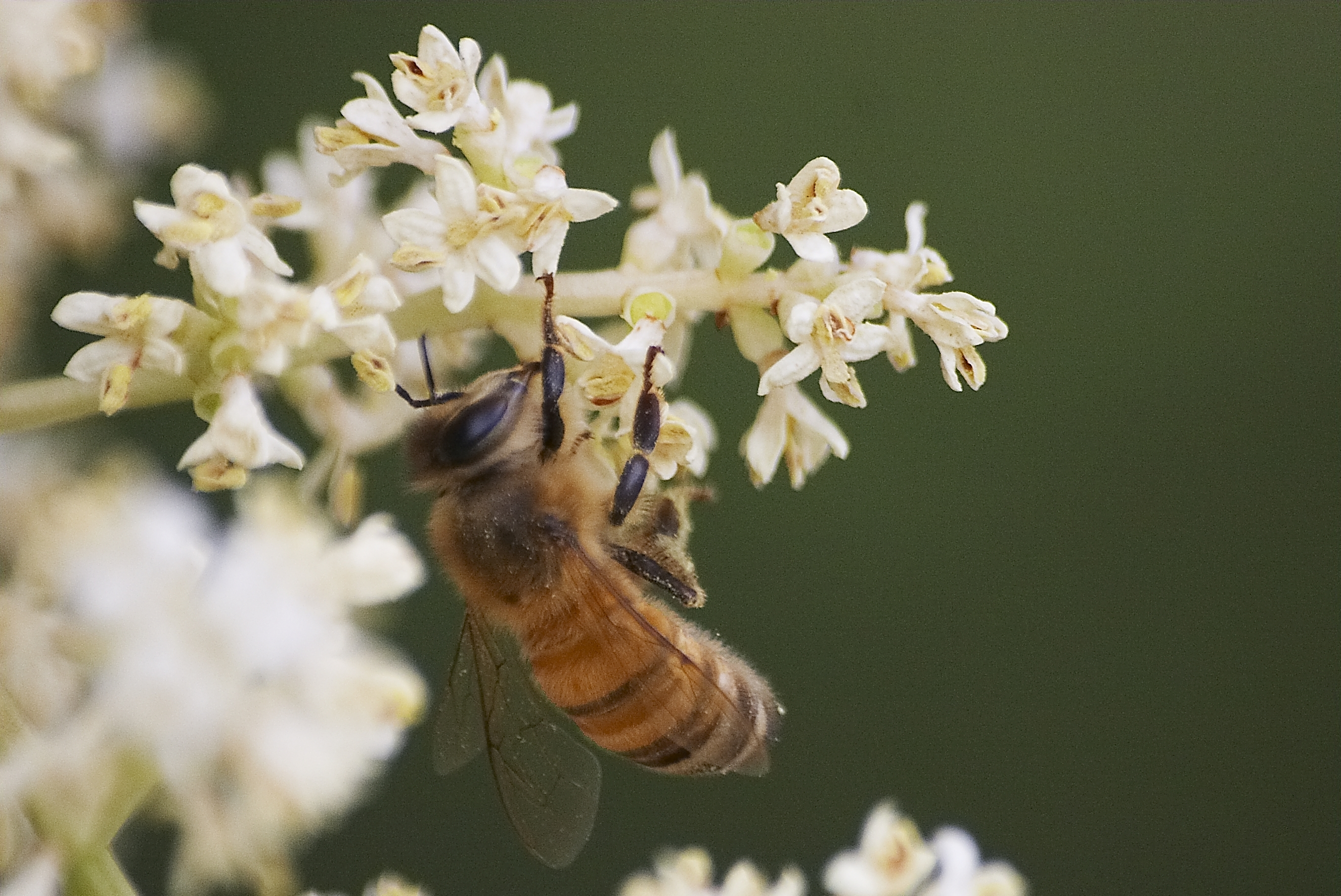
Las abejas tienen un importante papel en la conspiración: son las encargadas de propagar un virus mortal.

Garganta Profunda muere en el curso de una aventura al final de la primera temporada. Su último consejo a Dana es: No confíe en nadie. Como confidente le sustituye X, un tipo que sigue proporcionando información a Mulder, de una manera aún más paranoica que su antecesor. Paralelamente, se va erigiendo la figura de un temible antagonista: el Fumador, un hombre de inmenso poder político que tiene acceso al Pentágono, al mismo FBI y, en general, a todos los secretos del Gobierno de los Estados Unidos. Este sujeto consigue en 1994 cerrar los Expedientes X y separar a los dos protagonistas.
Meses después, Dana es secuestrada por Duane Barry, un demente que dice haber sido abducido por extraterrestres. A pesar de la traición de un agente destinado a ayudarle, Alex Krycek, Mulder descubre que El Fumador y los militares están envueltos en el asunto Ascension (2x06). Pasados tres meses, su compañera reaparece sin explicación y medio muerta en un hospital de Georgetown. Cuando se recobra, el director Adjunto Walter Skinner –su superior inmediato– reabre los expedientes X.
Durante varios años, Mulder y Scully vuelven a sus investigaciones, cada vez más peligrosas. De hecho, pierden a familiares cercanos: el padre de Fox, William Mulder, y la hermana de Dana, Melissa Scully, son asesinados. Dos años más tarde, X es descubierto y ejecutado, dando paso a un nuevo confidente de Mulder: Marita Covarrubias, burócrata de la ONU.
A consecuencia de experimentos realizados con ella durante su secuestro, Scully enferma de cáncer. Parecería que Skinner ha estado haciendo doble juego para engañar a Mulder, así que este finge su suicidio para averiguar qué hay detrás de la conspiración y conseguir una cura para su compañera que ha enfermado de cáncer a causa de su pasado secuestro. La obtiene, pero ésta no evita que Scully quede estéril. Descubrimos entonces que Skinner siempre ha estado de su parte y que el fumador trabaja no sólo para el gobierno sino para un grupo secreto: el sindicato. Se trata de personas muy influyentes que han negociado con los extraterrestres para asegurar que una futura colonización se lleve a cabo salvaguardando sus propios intereses. Entre ellos destaca un sibarita, conocido sólo como "El Hombre de la manicura" (Well-Manicured Man), empeñado en desarrollar una vacuna que inmunice contra el virus alienígena que emplearán los colonizadores para someter el planeta Tierra. Mulder llega a dudar seriamente acerca de la utilidad de su trabajo y de su lucha antes de embarcarse en la investigación relacionada con la "Paciente X". Al final de la quinta temporada, el Fumador quema la oficina de los Expedientes X, destruyendo el trabajo de muchos años.
Después de estos hechos, ambos agentes, que han sido reasignados, se enfrentan a su misión más difícil The X-Files: Fight the Future (la película). Después de esta aventura, el agente Mulder no puede demostrar sus hallazgos, una base de experimentación extraterrestre en el polo Sur); así que los expedientes X son reabiertos pero sin contar con Mulder y Scully. En su lugar, el fumador coloca en la oficina a su propio hijo: el agente Jeffrey Spender, cuya madre es Cassandra Spender, la paciente X. Mulder y Scully son reasignados por un tiempo dedicados a asuntos triviales.
Cuando un grupo de rebeldes extraterrestres —los hombres sin rostro— se enfrenta a los colonizadores y extermina al sindicato, Mulder y Scully regresan a su oficina. Conocemos más sobre el pasado del fumador y su nexo con el padre de Mulder: ambos trabajaron juntos en la conspiración y sacrificaron a su familia como parte del trato con los alienígenas. Bill Mulder tuvo que escoger entre entregar a su hijo o a Samantha. El fumador dispara a Jeffrey, acusándolo de haberle fallado.

### Temporadas 7-9
La cruzada personal de Mulder parece terminar cuando acepta que su hermana está muerta. A estas alturas, su relación con Dana ha adquirido claramente un carácter romántico: con motivo del nuevo milenio se dan su primer beso. Otro caso les lleva de nuevo a Oregón, donde comenzó la serie, siete años atrás. En esta ocasión, están desapareciendo personas que ya han sido abducidas antes. La clave está en una nave espacial accidentada en el bosque, la cual está rodeada de un escudo de invisibilidad. El fumador, muy enfermo, envía a Krycek a hallar la nave. Mulder teme por Scully, que no se siente bien últimamente. Ambos se muestran bastante cariñosos en esta aventura, que da un vuelco cuando Mulder es abducido. Skinner lleva la noticia a Scully, que a su vez le sorprende con la noticia de que está embarazada.
Hay que tener en cuenta que, cuando fue estrenado Requiem —episodio que cierra la séptima temporada— los productores no estaban seguros de que la serie fuese a continuar e hicieron un episodio que valiese de cierre pero al mismo permitiese continuar la serie.
Aparece un nuevo personaje: el agente especial John Doggett, que es asignado para dirigir la búsqueda de Mulder. El embarazo de Scully avanza y descubrimos que su hijo será "especial". En un episodio, hay un grupo de personas que se dedica a recoger a los "devueltos" por los extraterrestres y sanarlos con los poderes de un extraterrestre que se hace llamar Jeremiah Smith (el actor Roy Thinnes protagonista de la serie de culto de finales de los 60 The invaders). Cuando Mulder es devuelto, el agente John Doggett y la agente Mónica Reyes, a la que ha pedido ayuda para el caso, sin saberlo impiden que Mulder sea sanado, por lo que es dado por muerto y deciden enterrarle. Capítulos después descubren que quizás no esté realmente muerto y que hay una forma de salvarlo y así lo hacen.

### Desenlace
En el último episodio de la serie todo parece perdido, cuando Mulder es detenido, acusado de matar a un soldado de unas instalaciones en las que se coló para descubrir la fecha fijada para la invasión. En este episodio se hace una especie de resumen de la serie en forma de juicio militar, en el que explican todos los hechos importantes ocurridos en las 9 temporadas referente a la trama principal. Como el tribunal militar que está juzgando a Mulder está influenciado por la conspiración, Mulder es declarado culpable y condenado a muerte por inyección letal. Doggett y Skinner ayudan a Mulder a escapar y a huir con Scully. Los prófugos conducen hasta unas ruinas anasazi en Nuevo México, donde le han dicho que encontrará el último eslabón de la cadena que conduce a La Verdad: un "hombre sabio". Los agentes no lo pueden creer cuando allí encuentran al "Fumador". Este les revela la conspiración del gobierno y que la invasión extraterrestre está fijada el 22 de diciembre de 2012, como ya descubrió antes Mulder. Tras la conversación, el lugar es destruido por unos helicópteros, pero Mulder y Scully logran escapar.
Seis años después en The X-Files: I Want to Believe se muestra a Scully trabajando como doctora en un hospital católico y a Mulder en un completo aislamiento. El FBI decide retirar los cargos contra él si este decide ayudar a la recuperación de una agente con la ayuda de un sacerdote pederasta que afirma tener visiones divinas. El argumento del filme retoma el espíritu paranormal de los episodios “Monstruo de la Semana”.
Años más tarde Scully y Mulder son llamados por el agente Skinner cuando un periodista de internet busca revelar una «conspiración» del gobierno que involucra extraterrestres. Se reabren los expedientes X.

## Influencias de la serie

### Televisión
Chris Carter menciona a Alfred Hitchcock Presents, The Twilight Zone, Night Gallery, Tales from the Darkside y especialmente Kolchak: The Night Stalker como sus mayores influencias en la serie. El actor Darren McGavin quien personificó a Carl Kolchak en Kolchak: The Night Stalker apareció en dos episodios de la serie como el agente especial Arthur Dales, un personaje que fue descrito como «el padre de los expedientes X».
Carter comentó que la relación entre Mulder y Scully (platónica pero con tensión sexual) fue influenciada por la química entre John Steed (Patrick MacNee) y Emma Peel (Diana Rigg) en la serie de televisión británica The Avengers de los años 60. Una posible influencia de la serie documentada por la prensa fue la serie Quatermass de Nigel Kneale y su diversos proyectos para la televisión y el cine. Se le propuso a Kneale escribir para The X-Files, pero rechazó la oferta.
El éxito de culto de principios de los 90, Twin Peaks se considera la mayor influencia de la serie en cuanto a su atmósfera oscura y sus frecuentes mezclas de drama e ironía. David Duchovny apareció en Twin Peaks, y un personaje similar a Mulder se vio en la serie como el agente del FBI Dale Cooper. Ambas series fueron rodadas en el Pacífico Noroeste.

### Cine
Los productores y escritores citaron Todos los hombres del presidente, Los tres días del cóndor, Encuentros en la tercera fase, En busca del arca perdida, Rashōmon, La cosa (El enigma de otro mundo), Los niños del Brasil, El silencio de los corderos y JFK como influencias en la serie. También se hace referencia en los diálogos de la conspiración, a las películas de gángsters tales como la trilogía de El padrino, especialmente en las conversaciones del sindicato. Por ejemplo, una escena al final del episodio "Redux II" (5x02), refleja directamente la famosa escena del bautismo del final de El Padrino. Chris Carter utiliza en Triangle (6x03) diversas tomas en homenaje a La soga de Alfred Hitchcock. Otros episodios escritos por él hacen multitud de referencias a otras películas, igual que Darin Morgan.

### Literatura

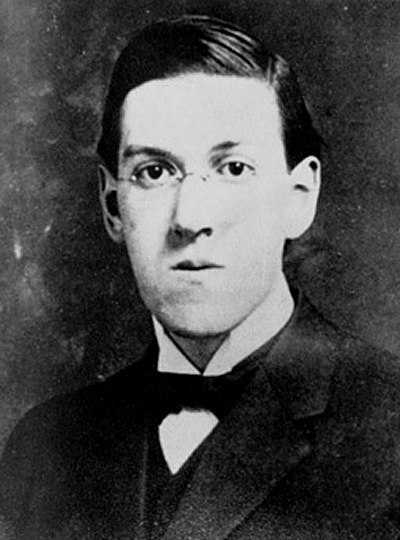
En muchos capítulos de la serie se ve claramente la influencia del escritor estadounidense de terror, H. P. Lovecraft como una fuerte base narrativa. En la imagen un retrato de Lovecraft en 1915.

La serie guarda muchas similitudes con el universo de horror cósmico creado por H. P. Lovecraft en su serie de relatos sobre los Mitos de Cthulhu. Muchos episodios de la serie guardan enormes parecidos en su estructura narrativa con éstos relatos. En ellos, los protagonistas (generalmente personas cultas que se enfrentan a lo desconocido) tienen que seguir una serie de pistas, al más puro estilo detectivesco, para hallar un horror que los supera. En la mayoría de los cuentos de Lovecraft, los protagonistas frecuentan instituciones psiquiátricas a causa de la pérdida de su cordura al enfrentarse a lo desconocido. Mulder y Scully son esos dos personajes cuerdos que se enfrentan a un mundo de enigmas plagado por personajes enajenados. Si cogemos cualquier episodio de la serie, veremos ese mismo patrón "lovecraftiano" repetido, en especial en los capítulos mitológicos de Expediente X. De hecho, Mulder es un joven estudioso agente del FBI envuelto en cosas desconocidas que lo superan y que en ocasiones lo empujan a una locura transitoria, alentado por la búsqueda de la verdad, que lo lleva a desenmascarar una verdad oculta y a encontrarse con seres extraterrestres. Esta es la típica trama repetida en las novelas de "la mitología de Cthulhu" de Lovecraft y de sus seguidores. Obras de H.P.Lovecraft con las que guardan relación en su estructura las tramas de Expediente X son, por ejemplo, "La llamada de Cthulhu", "En las montañas de la locura" o "El ceremonial", que pueden compararse inequívocamente con capítulos de serie como "Piloto", "Gethsemane" o "Demons".

## Cambios en la serie

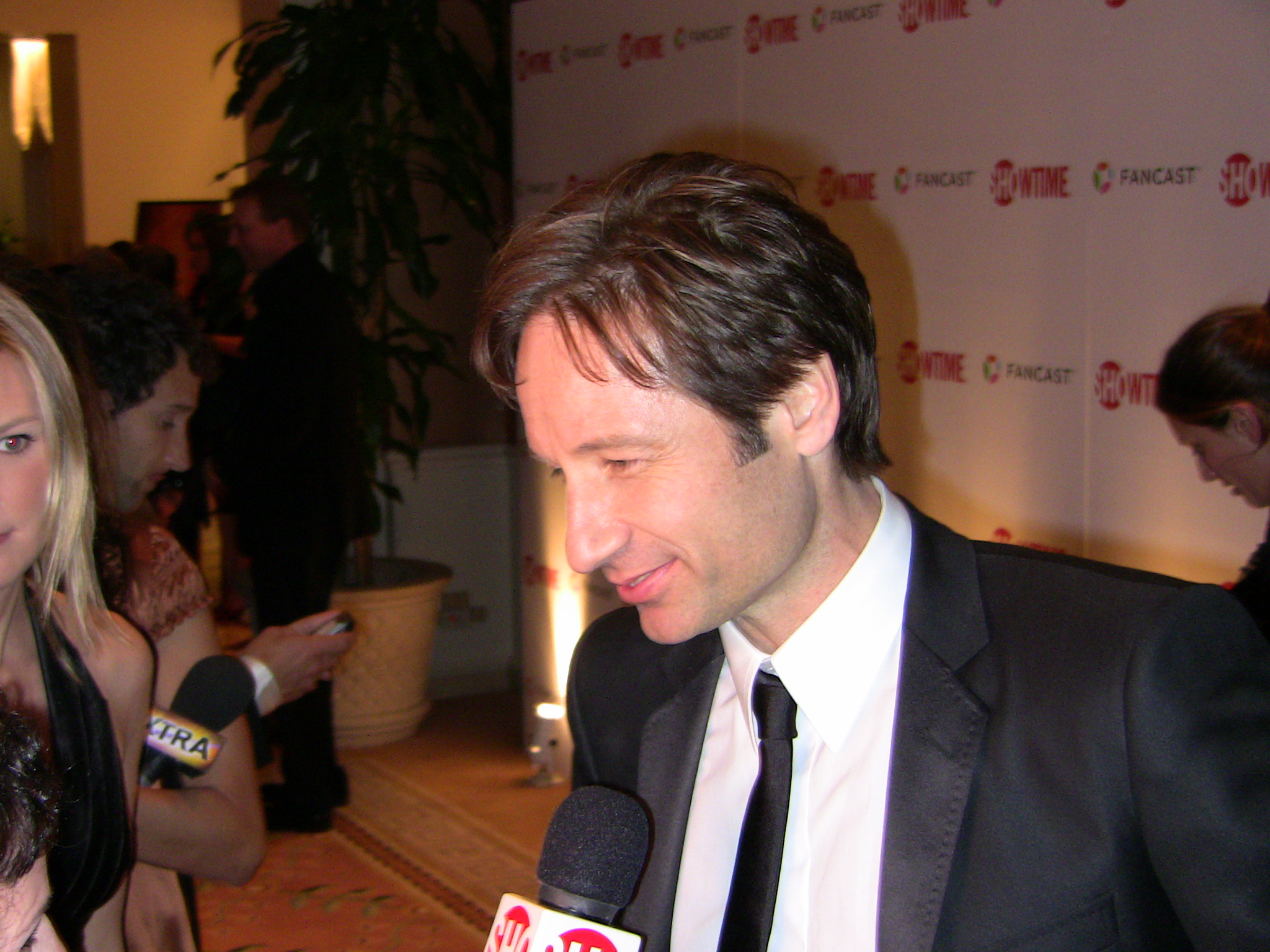
Duchovny interpretó a Mulder, uno de los dos protagonistas (junto con Dana Scully) durante las primeras siete temporadas de la serie, pero dejó de ser actor regular durante las 2 últimas.

En las últimas temporadas la serie mostró varios cambios tanto en los personajes como en su dirección, además de registrar descensos en su audiencia.
Uno de los temas principales de la serie, la búsqueda de Mulder de su hermana se resolvió durante la séptima temporada, como ya se ha mencionado. La expectación acerca de la posible relación entre Mulder y Scully se cerró al término de la octava temporada, cuando se les muestra como pareja, aunque no viven juntos. Durante varios años, había sido tema de conversación el hecho de si ellos debían o no consumar su relación.
Aún después del final de la serie, ésta todavía retiene gran cantidad de seguidores. Se ha dicho sin embargo, que Expedientes X tiene dos audiencias, una compuesta de aficionados desde la emisión de las primeras temporadas, algunos de los cuales perdieron interés conforme la serie continuó su emisión, y otra más nueva, compuesta por aquellos que se acercaron a la serie por su alta popularidad, sobre todo después de estrenarse la película de 1998.
Los pistoleros solitarios, un trío de geeks que a lo largo de la serie ayudan a Mulder y a Scully en diversas ocasiones, llegaron a tener su propia serie, un spin-off que se canceló tras emitir 12 capítulos. Como la cancelación dejó su historia sin resolver, se aprovechó The X-Files para realizar un episodio de cierre. Esto es equivalente a lo que se hizo para cerrar otra serie cancelada de Chris Carter, Millenium, que tuvo su cierre gracias a The X-Files, aprovechándose la circunstancia de la inminente llegada del año 2000; dicho episodio crossover es mucho más memorable por contener el primer beso entre Mulder y Scully.
Con la idea de aprovechar su popularidad en televisión para dar el salto a la gran pantalla, David Duchovny dejó de ser actor regular después de la séptima temporada.

## Autorreferencias y referencias culturales

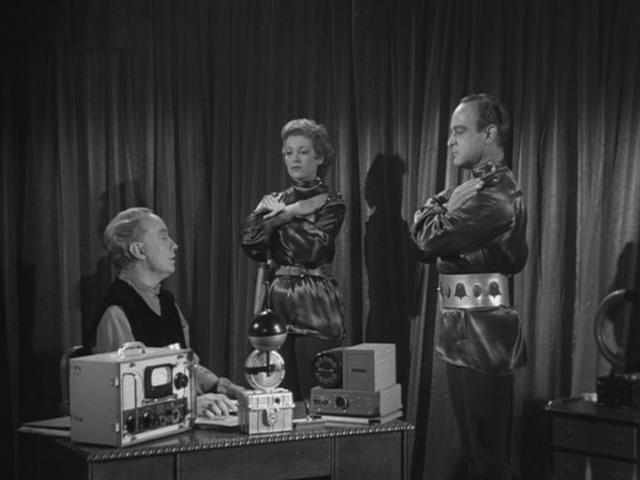
Escena de Plan 9 from Outer Space, película que Mulder ha visto 42 veces.

El número 42 frecuentemente aparece a través de la serie, siendo visualizado por primera vez en el capítulo 1 de la 1.ª temporada cuando El Fumador guarda evidencia alienígena en una caja numerada 1041 y, a su lado, aparece la caja con el número 1042 (Mulder vive en el apartamento 42, ha visto la película Plan 9 From Outer Space 42 veces, etc.). En el episodio "Home", se da la razón del número cuando Mulder muestra un titular de periódico antiguo que dice en inglés: "Elvis Presley muere a los 42 años". Además, el episodio se llama "Home" y el periódico "The Home Crier". Es un homenaje a los libros de Douglas Adams, ya que el número 42 se considera la respuesta al sentido de la vida, el universo y todo lo demás.
"Alone", un episodio de la octava temporada, muestra artículos de episodios anteriores: en el escritorio de Scully está el collar de Queequeg, un perro que aparece en el episodio "Quagmire". También está el llavero que Mulder le dio a Dana en "Tempus Fugit". También aparece en este episodio el personaje de la agente Leyla Harrison que obtuvo su nombre de una persona de la vida real. Leyla Harrison era una aficionada a la serie, y una escritora de fanfic que murió en febrero de 2001 de melanoma. Una de sus amigas contactó con Frank Spotnitz y este decidió crear el personaje (una admiradora profesa de Mulder y Scully) en honor a su memoria.
La fecha de cumpleaños del creador de la serie Chris Carter es 13 de octubre (10/13 en notación inglesa). Así, hay frecuentes referencias al número 1013 en la serie, y esa es la razón por la que Mulder también cumple años el 13 de octubre. También, es el nombre de la compañía productora de Chris Carter Ten Thirteen Productions (Producciones 10 13). Además, 11:21 es la hora que aparece más a menudo en el programa. Es la fecha de cumpleaños de la esposa de Chris Carter (21 de noviembre o 11/21 en Estados Unidos). El calendario maya predice que la era actual de nuestro mundo acabará el 22 de diciembre de 2012 (en referencia al episodio "The Truth").

## Recepción

### Críticas
The X-Files recibió críticas positivas de los críticos de la televisión, con muchos calificaron como una de las mejores series que salió al aire en la televisión estadounidense en la década de 1990. Ian Burrell del periódico británico The Independent llama el espectáculo "uno de los mayores cultos de muestra en la televisión moderna". Richard Corliss, de la revista Time, calificó la serie como la «piedra de toque cultural» de la década de 1990. El Evening Herald escribió que la serie ha tenido una «influencia abrumadora» en la televisión. En 2012, [la revista] Entertainment Weekly la describió como un «peán a los excéntricos, los entusiastas de la ciencia ficción, los aficionados a las teorías de la conspiración y los peregrinos al Área 51 de todas partes.» Los índices de audiencia mejoraron continuamente durante las cinco primeras temporadas, mientras que la dinámica de creyente contra escéptico de Mulder y Scully creó una fórmula televisiva que sigue siendo ampliamente usada en la actualidad.
En 2004 y 2007, The X-Files se posicionó en el puesto #2 en TV Guide dentro de la categoría "Mejor espectáculo de culto". En 2002, el programa se ubicó como trigésimo séptimo mejor programa de televisión de todos los tiempos. En 1997, los episodios "Clyde Bruckman's Final Repose" y "Small Potatoes", fueron calificados entre los puestos #10 y #72 en «100 Episodios más grandes de la TV de todos los tiempos». En 2013, TV Guide lo incluyó en su lista de los «60 más grande Dramas de todos los tiempos» y lo clasificó en la posición #25 en su lista de los «60 Mejores Series de todos los tiempos». En 2007, Time lo incluyó en una lista de las «100 mejores programas de televisión de todos los tiempos». En 2008, Entertainment Weekly lo ubicó en la cuarta mejor obra del género de la ciencia ficción, el cuarto mejor programa de televisión en los últimos 25 años, y en 2009, lo nombró el cuarto mejor programa de ciencia ficción, en su lista de los "Mejor programa de ciencia ficción" en la historia. La revista Empire lo ocupó el noveno mejor programa de televisión en la historia, más allá afirmando que el mejor episodio fue "Jose Chung's From Outer Space" de la tercera temporada. De acuerdo con The Guardian, la investigación MediaDNA descubrieron que The X-Files estaba en la cima de la lista de las marcas más innovadoras de la televisión. En 2009, se anunció que el eslogan de la serie "The Truth Is Out There" (la verdad está ahí afuera) fue uno de los mejores 60 lemas más conocidos de Gran Bretaña.

### Temporada ocho y nueve
La octava temporada de la serie recibió críticas entre positivas y mixtas. El A.V. Club señaló que la octava temporada fue «revitalizada por el nuevo arco argumental de la “búsqueda de Mulder”». Amy H. Sturgis elogió la octava temporada, alabando la actuación de Anderson como Scully como «excelencia» y escribió positivamente que Doggett era «no-Mulderish». Collin Polonowonski, de DVD Times, dijo que la temporada incluía «más aciertos que fallos en general», pero se refirió negativamente a los episodios de mitología, afirmando que eran los «más flojos» de la temporada. Jesse Hassenger, de PopMatters sin embargo, criticó la nueva temporada, afirmando que Patrick estaba mal interpretado y calificando de superficiales las apariciones de Duchovny como Mulder.
La novena temporada recibió críticas entre mixtas y negativas por parte de la crítica, y cosechó la reacción negativa de muchos fans y espectadores de toda la vida. Sabadino Parker, de PopMatters, dijo que la serie era «un pálido reflejo de lo que una vez fue». Elizabeth Weinbloom, de The New York Times, concluyó que «a pesar de la mala escritura, fue esta tibia culminación de lo que una vez fue una amistad maravillosamente complicada» entre Mulder y Scully lo que acabó con el interés que quedaba en lo que era un «fenómeno en decadencia». Otra crítica de The New York Times afirmó: «El programa más imaginativo de la televisión ha alcanzado finalmente los límites de su imaginación». The A.V. Club incluyó la novena temporada y la película de 2008 The X-Files: I Want to Believe como la «manzana podrida» de la franquicia Expediente X, describiendo la novena temporada como «una torpe mezcla de cosas que antes funcionaban y nuevos argumentos en serie sobre los llamados “supersoldados”». Brian Linder, de IGN, en cambio, se mostró más positivo con la novena temporada, afirmando que la serie podría haber seguido en antena si los guionistas hubieran creado un nuevo argumento para los personajes de Patrick y Gish.

### Audiencia
| Temporada | Transmisión (ET)                                           | Apertura                 | Apertura                         | Final                    | Final                         | Posición | Audiencia (en millones) |
| Temporada | Transmisión (ET)                                           | Fecha                    | Apertura audiencia (en millones) | Fecha                    | Final audiencia (en millones) | Posición | Audiencia (en millones) |
| --------- | ---------------------------------------------------------- | ------------------------ | -------------------------------- | ------------------------ | ----------------------------- | -------- | ----------------------- |
| 1         | Sábado 21:00                                               | 10 de septiembre de 1993 | 12,00                            | 13 de mayo de 1994       | 14,00                         | #105     | 11.21                   |
| 2         | Sábado 21:00                                               | 16 de septiembre de 1994 | 16,10                            | 19 de septiembre de 1995 | 16,60                         | #63      | 14,50                   |
| 3         | Sábado 21:00                                               | 22 de septiembre de 1995 | 19,94                            | 17 de mayo de 1996       | 17,86                         | #55      | 15,40                   |
| 4         | Viernes 21:00 (episodio 1–3) Domingo 21:00 (episodio 4–24) | 4 de octubre de 1996     | 21,11                            | 18 de mayo de 1997       | 19,85                         | #12      | 19,20                   |
| 5         | Domingo 21:00                                              | 2 de noviembre de 1997   | 27,34                            | 17 de mayo de 1998       | 18,76                         | #11      | 19,80                   |
| 6         | Domingo 21:00                                              | 8 de noviembre de 1998   | 20,24                            | 16 de mayo de 1999       | 15,86                         | #12      | 17,20                   |
| 7         | Domingo 21:00                                              | 7 de noviembre de 1999   | 17,82                            | 21 de mayo de 2000       | 15,26                         | #29      | 14,20                   |
| 8         | Domingo 21:00                                              | 5 de noviembre de 2000   | 15,87                            | 20 de mayo de 2001       | 14,00                         | #31      | 13,93                   |
| 9         | Domingo 21:00                                              | 11 de noviembre de 2001  | 10,60                            | 19 de mayo de 2002       | 13,25                         | #63      | 9,10                    |
| 10        | Domingo 10:30 p. m. (Apertura) Lunes 00:00 p. m.           | 24 de enero de 2016      | 16.19                            | 22 de febrero de 2016    | 7.60                          | 7        | 13.60                   |
| 11        | Miércoles 8:00 p. m.                                       | 3 de enero de 2018       | 5.15                             | 21 de marzo de 2018      |                               |          |                         |

### Fandom

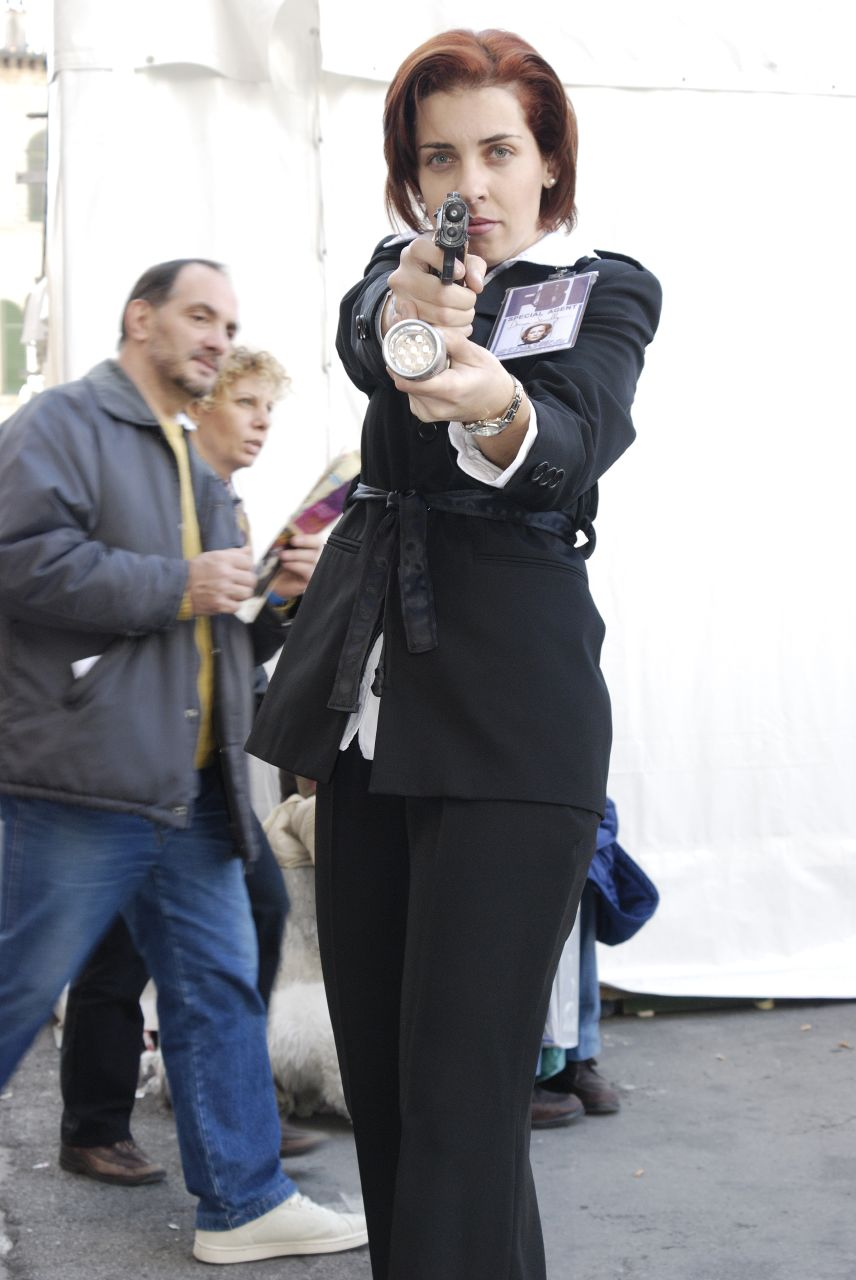
Una fanática haciendo cosplay de la agente Scully.

A medida que The X-Files vio crecer su audiencia pasando de un grupo de fanáticos "pequeño pero dedicado" a una audiencia de culto masivo mundial. Las telecomunicaciones digitales se estaban convirtiendo en la corriente principal. Según The New York Times, «este puede haber sido el primer programa en encontrar el crecimiento de su audiencia vinculado al crecimiento de Internet [...]». The X-Files incorporó nuevas tecnologías en las historias que comienzan en las primeras temporadas: Mulder y Scully se comunicaron por teléfono celular, el contacto por correo electrónico con informantes secretos proporcionó puntos de la trama en episodios como "Colony" y "Anasazi", mientras que The Lone Gunmen fueron mostrados como aficionados a Internet desde 1994. Muchos fanáticos de X-Files también tenían acceso en línea. Los fanáticos del programa se conocieron comúnmente como "X-Philes", un término acuñado de la raíz griega "-phil-" que significa amor u obsesión. Además de ver el programa, X-Philes revisó episodios en sitios web no oficiales, formó comunidades con otros fanáticos a través de grupos de noticias y servidores de listas de Usenet,  y escribió su propia ficción de fanáticos.

### Premios
En el curso de sus nueve temporadas, la serie fue nominada para 151 premios de los que ganó un total de 111 premios individuales de 54 agencias diferentes, incluyendo Premios Emmy, Globos de Oro, Environmental Media Awards y Premios del Sindicato de Actores. The X-Files también ganó un Premio Peabody en 1996, durante su tercera temporada.
La serie ganó un total de 36 Emmys; 9 por actuación, uno por guion, y 26 por diversas categorías técnicas. En septiembre de 1994, The X-Files ganó su primer premio, el Emmy por "Mejor logro individual en diseño gráfico y secuencias de créditos".
Peter Boyle más tarde ganó el Emmy por "Mejor actor invitado en una serie de drama" por su interpretación del personaje principal del episodio de la tercera temporada "Clyde Bruckman's Final Repose". Ese mismo año, Darin Morgan ganó el Emmy por el "Mejor logro individual en el guion en una serie de drama" por el mismo episodio. "Clyde Bruckman's Final Repose" fue uno de los cuatro episodios más galardonados que Morgan escribió durante su breve paso como guionista del programa. En 1997, tanto Duchovny como Anderson ganaron un Globo de Oro por sus interpretaciones en una serie de drama. Más tarde ese año, Anderson ganó el Emmy por "Mejor actriz en una serie".
La serie fue nominada para 12 premios Globo de Oro en general, ganando cinco. La primera nominación llegó en 1994, cuando el programa ganó la Mejor Serie - Drama. Al año siguiente, Anderson y Duchovny fueron nominados a Mejor actor en un papel principal y Mejor actriz en un papel principal, respectivamente. En 1996, la serie ganó tres premios; Anderson y Duchovny a la mejor actriz y actor y a la mejor serie - Drama. En 1997 y 1998, el programa recibió las mismas tres nominaciones. En 1997, sin embargo, la serie ganó Mejor serie - Drama ". En 1998 la serie no ganó ningún premio y no recibió nominaciones posteriores.
A lo largo de su carrera, The X-Files también ganó premios Emmy en siete categorías técnicas: diseño gráfico y secuencias de créditos, cinematografía, edición y mezcla de sonido, dirección artística, edición de imagen de cámara individual maquillaje, y efectos visuales. Además fue nominado para 15 Premios Saturn, de los cuales ganó tres por "mejor serie de televisión", uno por "mejor actriz de televisión" (Gillian Anderson), y uno por "mejor actor de televisión" (Robert Patrick). En su novena temporada recibió una nominación por "mejor música contemporánea".

### Mercadería
The X-Files engendraron una industria de productos derivados. En 2004, Topps Comics con sede en EE. UU. Y más recientemente, el sello de DC Comics Wildstorm lanzó una nueva serie de cómics con licencia. Durante la transición de la serie, Fox Broadcasting Company publicó la revista oficial The X-Files Magazine. El juego de cartas coleccionables X-Files se lanzó en 1996 y se lanzó un conjunto de expansión en 1997. The X-Files ha producido tres videojuegos. En 1998, The X-Files: The Game se lanzó para PC y Macintosh y un año después para PlayStation. Este juego se desarrolla dentro de la línea de tiempo de la segunda o tercera temporada y sigue al agente Craig Willmore en su búsqueda de los desaparecidos Mulder y Scully. En 2000, Fox Interactive lanzó The X-Files: Unrestricted Access, una base de datos estilo juego para Windows y Mac, que permitía a los usuarios acceder al archivo de cada caso. Luego, en 2004, se lanzó The X-Files: Resist or Serve es un juego de supervivencia y terror lanzado para la PlayStation 2 y es una historia original ambientada en la séptima temporada. Le permite al jugador controlar tanto a Mulder como a Scully. Ambos juegos cuentan con actuación y trabajo de voz de los miembros del elenco de la serie. Un juego de pinball de 6 jugadores llamado The X-Files fue producido por Sega en 1997.

## Legado
Por su parte Expediente X ha inspirado a muchas otras series incluyendo Strange World, Burning Zone, Special Unit 2, Mysterious Ways, Lost, The Outer Limits, Carnivàle, The Dead Zone, Dark Skies, The Visitor, The 4400, Fringe, Bones y Supernatural, ninguna de los cuales, salvo Lost, disfrutó de la misma popularidad o seguimiento que Expediente X logró. Algunas de estas series contaron con personal de Expediente X, como Lost, cuyo director de fotografía es John Bartley; 24, que tuvo como guionista a Howard Gordon; A dos metros bajo tierra, coproducida por Lori Jo Nemhauser; y Supernatural, que tuvo directores como David Nutter, Kim Manners y John Shiban. En algunos casos la deuda con la serie es muy explícita, como quedó reflejado en el capítulo 1 de la segunda temporada de Fringe, donde al comenzar el capítulo se ve a Mulder y Scully tomados de la mano y contemplando admirados, desde la pantalla de un televisor, un evento externo que sucedía en el momento.
Fox también presentó dos series relacionadas: Millennium, también producida por Chris Carter, y la serie de "Los pistoleros solitarios" (The Lone Gunmen). Las historias de Millennium y Expediente X se cruzaban ocasionalmente. Frank Black, el protagonista de Millennium, apareció en un episodio Expediente X llamado Millennium (7x04) para atar cabos sueltos después de que la producción de Millennium fuese cancelada. Cuando el trío de los pistoleros también se quedó sin serie (apenas una temporada) volvió a Expediente X para tener un episodio final durante la novena temporada.
En Los Simpson, comedia animada y contemporánea de la misma cadena, dedican el episodio "The Springfield Files" a hacer una parodia de la serie y aparecen unos Mulder y Scully dibujados investigando la aparición de un extraterrestre en la ciudad de Springfield. Aparte, en el intro cuando aparece Bart en la pizarra escribe "la verdad no está ahí afuera" en referencia a la frase que vemos al final de la intro, The truth is out there. Los actores Gillian Anderson y David Duchovny retomaron sus personajes en la comedia animada, participando en el episodio como estrellas invitadas. 

La influencia musical también puede ser apreciada en la serie Smallville. Mark Snow creó muchos de los temas de Expediente X, los más notables en The X-Files: Fight the Future y las temporadas siguientes. Mark Snow trabajó en la banda sonora de Smallville desde sus primeros episodios, aunque es difícil de apreciar la similitud de su música con la de Expediente X hasta su cuarta temporada.
Russell T Davies afirmó que The X-Files fue su inspiración para la serie británica Torchwood, describiéndola como "oscura, peligrosa y sexi...". Otras series se han inspirado por los tonos oscuros y el formato de The X-Files, como por ejemplo Buffy the Vampire Slayer, que imita estos aspectos así como su esporádica mezcla de horror y humor. Joss Whedon describió su serie como un cruce entre The X-Files y My So-Called Life.
Lo que ha llegado a ser algo normal en las series dramáticas de televisión en los últimos años, los títulos de los episodios nunca son mostrados en pantalla. Esta es una de las primeras series en las que los aficionados buscaban información, como los nombres de los episodios estrictamente vía Internet.

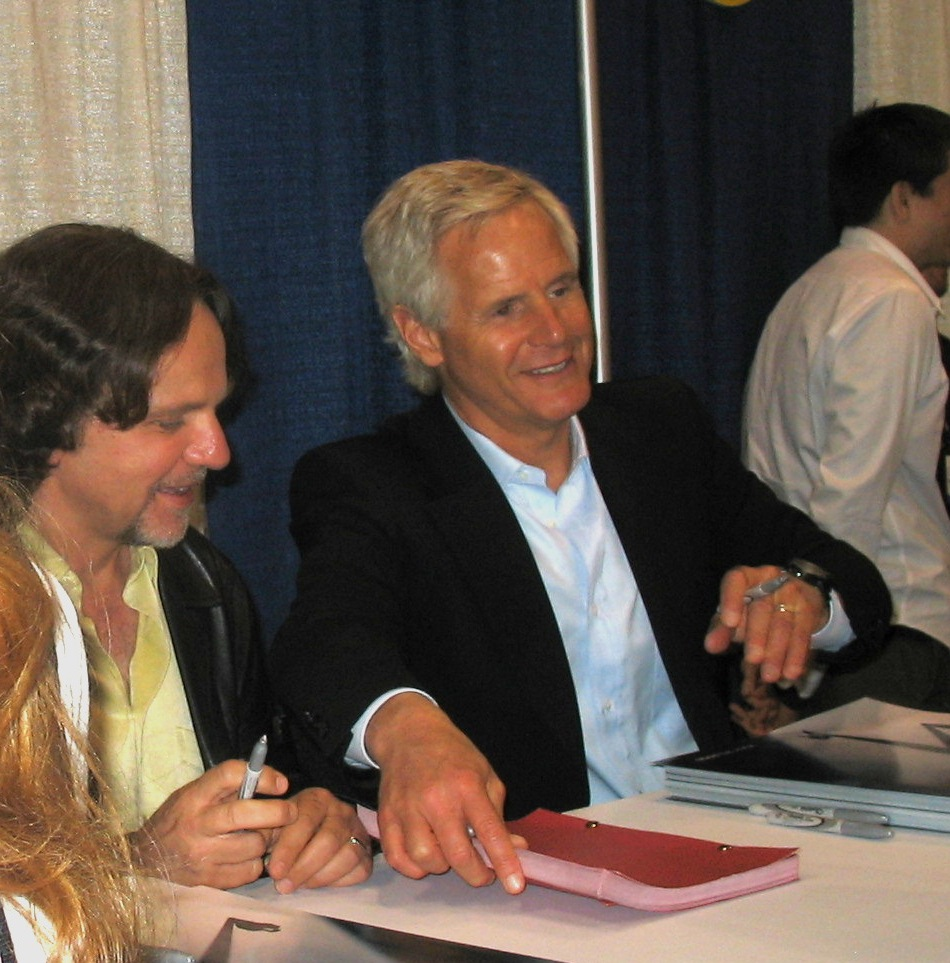
Frank Spotnitz y Chris Carter durante una sesión de firma de autógrafos en la ComicCon de Nueva York de 2008.

El 16 de julio de 2008, Chris Carter y Frank Spotnitz donaron diverso material de la serie y la nueva película al Museo Nacional de Historia Estadounidense de la Institución Smithsonian. Entre los objetos donados se incluyen el guion original del episodio piloto y el póster de la oficina de Mulder con el epígrafe "I Want to Believe" (en español "Quiero creer").

## Doblaje
| Personaje                    | Actor de doblaje (España)                                                                    | Actor de doblaje (México)                                                                  |
| ---------------------------- | -------------------------------------------------------------------------------------------- | ------------------------------------------------------------------------------------------ |
| Director de doblaje          | Laura Palacios                                                                               | Miguel Ángel Sanromán, Gerardo Vázquez, Rebeca Manríquez                                   |
| Traductor                    | María José Aguirre de Cárcer                                                                 |                                                                                            |
| Estudio de doblaje           | Abaira (Madrid)                                                                              | Audiomaster 3000                                                                           |
| Fox Mulder                   | Lorenzo Beteta                                                                               | Jorge Roig Jr. (inicio); Carlos Íñigo (algunos caps.); Alfonso Obregón (resto de la serie) |
| Dana Scully                  | Laura Palacios                                                                               | Pilar Escandón (inicio), Gisela Casillas (resto)                                           |
| Walter Skinner               | Juan Luis Rovira                                                                             | Herman López                                                                               |
| John Doggett                 | Javier Dotú                                                                                  | José Lavat                                                                                 |
| Mónica Reyes                 | Olga Cano                                                                                    | Liliana Barba y Elena Ramírez (algunos caps.)                                              |
| Langly                       | Antonio Esquivias                                                                            | Carlos Enrique Bonilla                                                                     |
| Frohike                      | Enrique Cazorla                                                                              | José Antonio Macías                                                                        |
| Byers                        | Juan José López Lespe                                                                        | José Alfredo Camacho                                                                       |
| X                            | Carlos Revilla                                                                               | Alejandro Villeli                                                                          |
| Alex Krycek                  | David Robles                                                                                 | Gustavo Carrillo                                                                           |
| Diana Fowley                 | Cristina Victoria                                                                            | Loretta Santini                                                                            |
| El fumador                   | Pablo Adán, Chema Lara (sustitución), Juan Perucho (primeros episodios) y Jon Crespo (joven) | Gabriel Chávez                                                                             |
| Hombre de las uñas perfectas | Julio Núñez                                                                                  | Daniel Abundis                                                                             |
| Agente Jeffrey Spender       | Rafa Romero                                                                                  | José Arenas                                                                                |
| Garganta Profunda            | Antonio Fernández Sánchez                                                                    | Esteban Siller                                                                             |
| Margaret Scully              | Lucía Esteban                                                                                |                                                                                            |
| William Scully               | Luis Porcar                                                                                  |                                                                                            |
| William Mulder               | Juan Fernández Mejías                                                                        |                                                                                            |
| Baby William                 | Alfonso Vallés                                                                               | Salvador Delgado                                                                           |
| Samantha Mulder              | Conchi López                                                                                 |                                                                                            |
| Knowle Rohrer                | Jesús Rodrígez                                                                               | José Arenas                                                                                |
| Cazarrecompensas             | Chema Lara y Antonio Villar                                                                  |                                                                                            |